# Горнушкін Валерій Васильович
Валерій Васильович Горнушкін (рос. Валерий Васильевич Горнушкин; нар. 9 грудня 1947, Іваново, РРФСР — пом. 6 червня 2009, Іваново, Росія) — радянський футболіст та тренер, виступав на позиціях захисника та півзахисника.

## Спортивна кар'єра
Вихованець івановського футболу, перший тренер — Геннадій Скрипачов. Виступав за юнацьку збірну РРФСР Дорослу футбольну кар'єру розпочав 1965 року в дублі «Текстильника», напередодні старту сезону 1967 року переведений до першої команди. У 1969 році перейшов у луганську «Зорю», якій допоміг вийти у вищий ешелон радянського футболу. У 1970-1971 роках провів за «Зорю» 11 матчів у вищій лізі. Потім повернувся в «Текстильник», за який грав протягом 5 років.
Після закінчення кар'єри Горнушкін зайнявся тренерською діяльністю. Працював дитячим тренером. Очолював кінешемський «Волжанин». Потім тривалий час був помічником головного тренера «Текстильника». У 1998 році в другому колі чемпіонату очолював команду. Після відходу з клубу працював викладачем фізичного виховання в ІвДУ.
6 червня 2009 року помер в Іванові після тривалої хвороби.

## Сім'я
Був одружений. Син Владислав (1970-2013) також був футболістом і виступав на позиції воротаря в командах «Волжанин» (1988), «Текстильник» Іваново (1991-1992), «Динамо» Вологда (1995-1998). Після смерті батька передав для майбутнього музею івановського футболу його записну книжку та секундомір. 4 червня 2013 року Владислав Горнушкін раптово помер на 44-му році життя.